# 圣皮埃尔德布雷雪
圣皮埃尔德布雷雪（法語：Saint-Pierre-de-Bressieux，法語發音：[sɛ̃ pjɛʁ də bʁɛsjø]，意为“布雷雪的圣皮埃尔”）是法国伊泽尔省的一个市镇，位于该省中部偏西北，属于维埃纳区。

## 地理
圣皮埃尔德布雷雪（45°18'56"N, 5°17'7"E）面积23.08 平方千米，位于法国奥弗涅-罗讷-阿尔卑斯大区伊泽尔省，该省份为法国东南部内陆省份，北起顺时针与安省、萨瓦省、上阿尔卑斯省、德龙省、阿尔代什省、卢瓦尔省和罗讷省。
与圣皮埃尔德布雷雪接壤的市镇（或旧市镇、城区）包括：布雷雪、布雷赞、布里永、马尔南、鲁瓦邦、圣艾蒂安-德圣茹瓦尔、圣茹瓦尔、圣西梅翁德布雷雪。

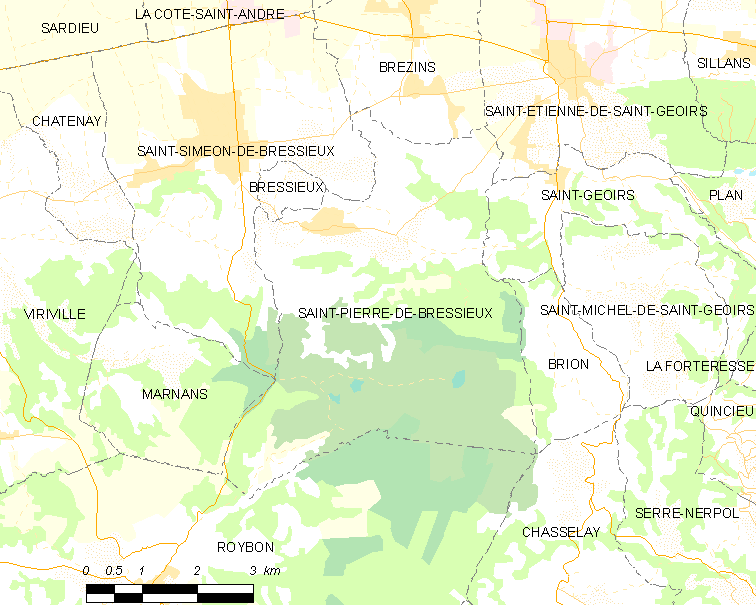
圣皮埃尔德布雷雪的OSM定位图

圣皮埃尔德布雷雪的时区为UTC+01:00、UTC+02:00（夏令时）。

## 行政
圣皮埃尔德布雷雪的邮政编码为38870，INSEE市镇编码为38440。

## 政治
圣皮埃尔德布雷雪所属的省级选区为比耶夫尔县。

## 人口

1962-2008年间圣皮埃尔德布雷雪人口变化图示

圣皮埃尔德布雷雪于2022年1月1日时的人口数量为778人。